# 自由権規約人権委員会
自由権規約人権委員会（じゆうけんきやくじんけんいいんかい、〔英〕United Nations Human Rights Committee）は、国連総会で採択された市民的及び政治的権利に関する国際規約（自由権規約）28条に基づき、同規約の実施を監督するために設置され、1976年から活動を開始した国際連合の機関であり、2011年11月まで総会の補助機関だった。
国連人権委員会 (United Nations Commission on Human Rights) （現在の国連人権理事会）とは別の組織であるため、上記のような訳語が当てられるほか、規約人権委員会（きやくじんけんいいんかい）または自由権規約委員会（じゆうけんきやくいいんかい）と呼ばれることも多い。

## 概要
4年任期の18名の委員から構成される。通常、年に3回、3週間ずつの会期を開き、そのうち3月にはニューヨークの国連本部で、7月と11月には国連ジュネーブ事務局で行う。
委員会は、自由権規約に基づく国家報告制度、国家通報制度と、自由権規約の第1選択議定書に基づく個人通報制度の実施を任務とする。また、1989年に採択された自由権規約の第2選択議定書（死刑廃止議定書）の発効後は、その遵守の監督も担当している。

## 沿革
1966年に国際連合総会で自由権規約が採択され、その28条で「人権委員会を設置する」こととされ、委員会が報告審査を行うこととされた。また、同時に採択された第1選択議定書では、個人通報を同委員会が審査することとされた。
1976年3月23日、自由権規約と第1選択議定書が効力を発生し、同年9月20日、第1回の委員選挙が行われ、委員会が発足した。第1回会期は1977年3月21日から同年4月1日まで、ニューヨークの国連本部で行われた。

## 構成
委員会は、高潔な人格を有し、かつ、人権の分野において能力を認められた18名の委員で構成されることとされる（規約28条）。委員は、自由権規約の締約国により指名された者の名簿の中から、自由権規約の締約国会合で秘密投票により選挙される（規約29条、30条）。選挙に当たっては、委員の配分が地理的に衡平に行われること並びに異なる文明形態及び主要な法体系が代表されることを考慮に入れる（規約31条）。委員の任期は4年であり、再選可能である。2年ごとに半数が改選される（規約32条）。
委員会は、委員の中から、委員長、副委員長3名及び報告者 (Rapporteur) 1名を選出することとされ、その任期は2年で再選可能である。委員会の定足数は12人である。各委員には1票ずつの投票権があり、多数決によって決定を行うことができるが、コンセンサスによる意思決定を行うよう努力することとされている。
2018年5月現在の委員は次のとおりである（任期満了日は当該年の12月31日）。
| 氏名                             | 出身国           | 任期満了年 |
| -------------------------------- | ---------------- | ---------- |
| Tania María ABDO ROCHOLL         | パラグアイ       | 2020       |
| Yadh Ben Achour                  | チュニジア       | 2018       |
| Ilze BRANDS KEHRIS               | ラトビア         | 2020       |
| Sarah CLEVELAND                  | アメリカ合衆国   | 2018       |
| Ahmad Amin Fathalla （副委員長） | エジプト         | 2020       |
| Olivier de FROUVILLE             | フランス         | 2020       |
| Christof HEYNS                   | 南アフリカ共和国 | 2020       |
| 岩沢雄司（委員長）               | 日本             | 2018       |
| Ivana JELIC （副委員長）         | モンテネグロ     | 2018       |
| Bamariam KOITA                   | モーリシャス     | 2020       |
| Marcia. V. J. KRAN               | カナダ           | 2020       |
| Duncan Laki MUHUMUZA             | ウガンダ         | 2018       |
| Photini PAZARTZIS                | ギリシャ         | 2018       |
| Mauro POLITI                     | イタリア         | 2018       |
| José Manuel SANTOS PAIS          | ポルトガル       | 2020       |
| Anja SEIBERT-FOHR                | ドイツ           | 2018       |
| Yuval Shany （副委員長）         | イスラエル       | 2020       |
| Margo Waterval (報告者)          | スリナム         | 2018       |

## 活動
委員会が発足当初採択した暫定手続規則では、年2回の通常会期を開くこととし、ニューヨークの国連本部又はスイス・ジュネーヴの国連事務局で行うこととしていた。
現在は、毎年3回、3週間ずつの会期を開催し、3月にニューヨークの国連本部で、7月と11月にジュネーヴで開催することとなっている。また本会合の前にそれぞれ1週間の通報作業部会 (Working Group on Communications) が開かれる。
委員会の公用語はアラビア語、中国語、英語、フランス語、ロシア語、スペイン語であり、作業言語は英語、フランス語、ロシア語、スペイン語とされている。議事は、委員会で非公開とする決定を行わない限り、公開で行われる。

### 定期報告
規約の締約国は、規約第40条の規定に基づき定期的に委員会へ報告書を提出する義務があり、委員会はこの報告書（定期報告）を踏まえ、規約の履行状況を審査したうえで、締約国に対し「最終見解」と題する文書により、懸念事項及び勧告を提示することとなっている。
日本国政府はこれまで6回にわたり定期報告を行い、それに対し委員会はそれぞれ最終見解を採択し日本国政府へ送付している。